# 키다리 아저씨 (1919년 영화)
키다리 아저씨(Daddy Long Legs)는 미국에서 제작된 마샬 네일란 감독의 1919년 영화이다. 메리 픽포드 등이 주연으로 출연하였고 메리 픽포드 등이 제작에 참여하였다.

## 출연

### 주연
- 메리 픽포드
- 밀라 대번포트

### 조연
- 마론 해밀턴
- 릴리언 랭던
- 캐리 클락 워드
- 웨슬리 베리